# Friedrich Merkel (Mediziner)

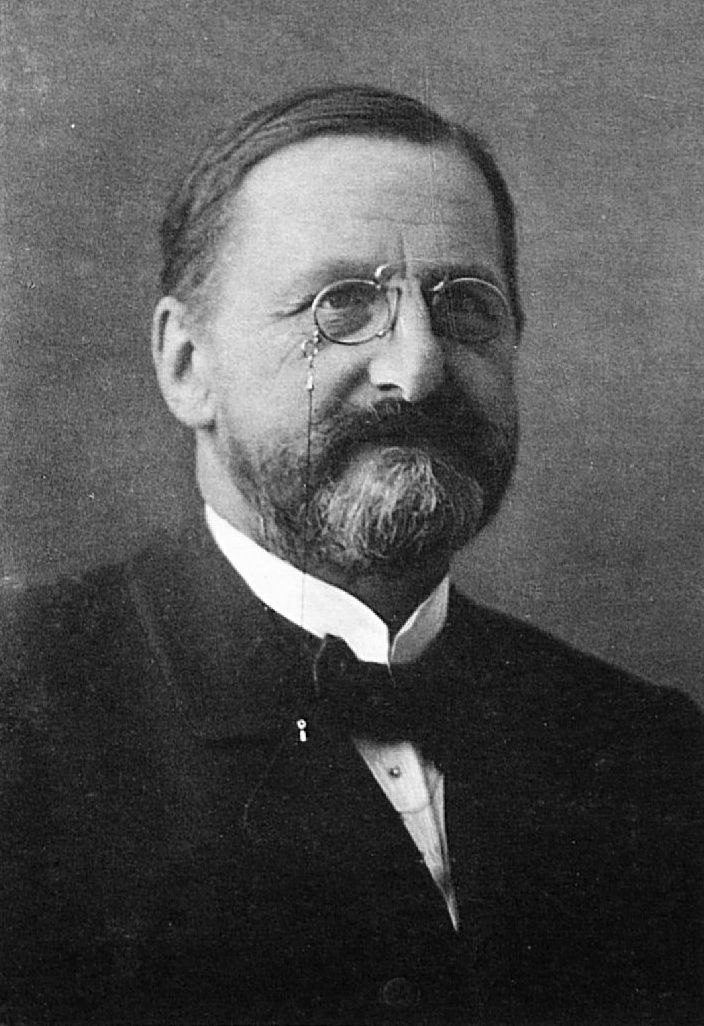
Friedrich Merkel

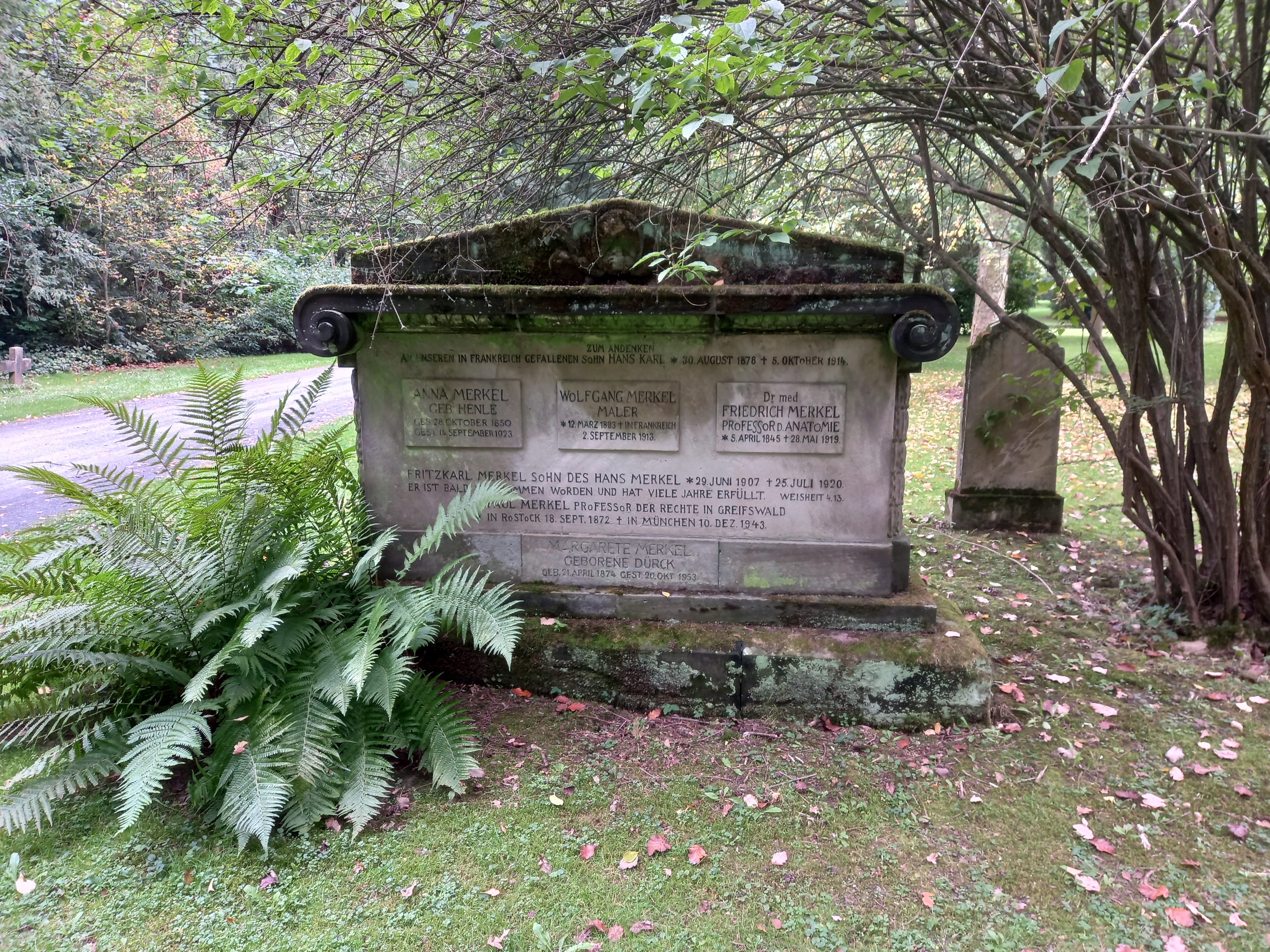
Das Grab von Friedrich Merkel und seiner Ehefrau Anna geborene Henle im Familiengrab auf dem Stadtfriedhof Göttingen

Johann Friedrich Sigmund Merkel (* 5. April 1845 in Nürnberg; † 28. Mai 1919 in Göttingen) war ein deutscher Anatom. Er war Rektor der Universitäten in Rostock und Göttingen.

## Leben
Friedrich Merkel war das jüngste Kind des Apothekers Conrad Siegmund Merkel (1806–1880) und dessen Ehefrau Clara Susanna Magdalena (* 30. März 1816 in Nürnberg; † 2. Juli 1877 ebenda), Tochter des Nürnberger Mediziners Johann Karl Osterhausen. Der Vater besaß die Nürnberger Mohrenapotheke. Am heutigen Melanchthon-Gymnasium Nürnberg bestand Friedrich Merkel im Sommer 1864 die Abiturprüfung.

### Studium
Zum Wintersemester 1864/65 immatrikulierte er sich an der Friedrich-Alexander-Universität Erlangen für Medizin. Wie sein neun Jahre älterer Bruder Hans Merkel wurde er Mitglied des Corps Baruthia. Schon nach drei Semestern bestand er das nachmalige Physikum „mit glänzendem Erfolg“. Zum Sommersemester 1866 wechselte er an die Königliche Universität zu Greifswald. Der Deutsche Krieg rief ihn in die fränkische Heimat zurück, die er schon im Herbst wieder verlassen konnte. Sein Bruder, praktischer Arzt und Chirurg in Nürnberg, empfahl ihm die  Georg-August-Universität Göttingen. Dort konnte er seine Studien fortsetzen und sich bei Jakob Henle der mikroskopischen Anatomie widmen. Davon zeugen fünf Publikationen (1867–1869). Er kehrte im März 1869 nach Erlangen zurück und wurde am 4. Mai 1869 (als Henle-Schüler) zum Dr. med. promoviert. Für den Sommer ging er an die Universität Leipzig, wo er sich der Physiologie zuwendete.

### Prosektor
Am 1. Oktober desselben Jahres wurde er bei Henle Prosektor am Anatomischen Institut in Göttingen. Mit Henles Tochter hatte er sich im Februar 1869 verlobt. Durch die Anstellung als Prosektor kam er nicht mehr zum Staatsexamen; die Approbation erhielt er aber später ehrenhalber. Am 12. März 1870 habilitierte er sich für Anatomie. Gleich darauf trat er eine kurze Studienreise nach Paris an. Trotz des Deutsch-Französischen Krieges heiratete er am 16. August 1870 Anna Henle; denn in Göttingen war ihm die Leitung eines Lazaretts anvertraut worden.

### Ordinarius in Rostock, Königsberg und Göttingen
Im September 1872 berief ihn die Universität Rostock als o. Professor für Anatomie und als Direktor des Anatomischen Instituts. Den Ruf der Universität Basel hatte er abgelehnt. Er blieb elf Jahre in Rostock und konnte sich ein Institut nach seinen Wünschen bauen lassen. Für die akademischen Jahre 1881/82 und 1882/83 wurde er zum Rektor der Universität Rostock gewählt. In seiner Rektoratsrede am 1. Juli 1881 befasste er sich mit den Speicheldrüsen. Wissenschaftlich widmete er sich der Quergestreiften Muskulatur, dem Auge, dem Mikroskopieren und den Enden der sensiblen Hautnerven. Im Herbst 1883 folgte er dem Ruf der Albertus-Universität Königsberg. Er blieb nur zwei Jahre, weil er im Herbst 1885 seinem Lehrers und Schwiegervater Jakob Henle nachfolgen konnte. Von den Kollegen und besonders von den Studenten geliebt und verehrt, lehrte er in Göttingen 34 Jahre. 1892/93 war er Prorektor. Zu Ruhm kamen das dreibändige Handbuch der topographischen Anatomie und die Neubearbeitung von Henles  Grundriss der Anatomie des Menschen, die 1888 in 3. und 1901 in 4. Auflage erschien. Seinen Studenten gewidmet ist die Anatomie des Menschen mit Hinweisen auf die ärztliche Praxis. Sein Corps besuchte er zuletzt beim 100. Stiftungsfest (1903); beim Kommers brachte er das Hoch auf Kaiser und Reich aus.  Groß gefeiert wurden sein 70. Geburtstag (1915) und sein 50-jähriges Doktorjubiläum (1919). Mit 200 Unterschriften hatten ihn seine Schüler gebeten, weiter im Amt zu bleiben. Müde geworden und in Trauer um zwei gefallene Söhne, erbat er im Mai 1919 seine Entpflichtung zum Ende des Sommersemesters. Die erlebte er nicht, mit 74 Jahren erlag er einem Schlaganfall. Als er von acht Schülern zu Grabe getragen wurde, standen hunderte Studenten Spalier. Seinem Sohn Paul Merkel ist ein ausführlicher Nachruf zu verdanken.

## Ehrungen
Merkel wurde 1880 in die Deutsche Akademie der Naturforscher Leopoldina und 1885 als ordentliches Mitglied in die Mathematisch-Physikalische Klasse der Akademie der Wissenschaften zu Göttingen aufgenommen. Den Roten Adlerorden erhielt er erst 1894, nachdem er 1892/93 Prorektor geworden war. Geheimer Medizinalrat wurde er 1899. 1910 wurde er korrespondierendes Mitglied der Preußischen Akademie der Wissenschaften. Nach ihm sind die Merkel-Zellen oder Merkel-Körperchen (Merkel-Tastscheiben) benannt.

## Werke
- Die Zonula ciliaris. Engelmann, Leipzig 1870. (Digitalisat)
- Die Linea nuchae suprema, anatomisch und anthropologisch betrachtet. Engelmann, Leipzig, 1871. (Digitalisat)
- Makroskopische Anatomie des Auges und seiner Umgebungen. Handbuch der Augenheilkunde. Leipzig 1874.
- Das Mikroskop und seine Anwendung. Oldenbourg, München 1875. (Digitalisat) Reprint 2020. ISBN 9783486722956
- Ueber die Endigungen der sensiblen Nerven in der Haut der Wirbeltiere. Rostock 1880.
- Handbuch der topographischen Anatomie. Braunschweig 1885–1907. (Digitalisat Band 1), (Band 2), (Band 3)
- Jacob Henle, ein deutsches Gelehrtenleben. Vieweg, Braunschweig 1891. (Digitalisat) Nachdruck 2016, ISBN 978-3-7436-0833-7.
- Darmsystem. Handbuch der Anatomie, Bd. 6. Jena 1902.
- Die Anatomie des Menschen. Mit Hinweisen auf die ärztliche Praxis. 6 Abteilungen in 11 Bänden. Wiesbaden, J. F. Bergmann 1913–1918.